# 科学ジャーナリスト賞
科学ジャーナリスト賞（JASTJ賞）は日本科学技術ジャーナリスト会議（JASTJ）が2006年に創設した、科学技術に関する報道や出版、映像などで優れた成果をあげた人を表彰する賞である。

## 受賞者一覧

### 2006年
- 科学ジャーナリスト大賞
- 毎日新聞記者　元村有希子=ブログを含む「理系白書」の報道に対して
- 科学ジャーナリスト賞
  - 中村梧郎=ベトナム戦争の枯葉剤被害から３０年余も目をそらさず、追及を続ける報道姿勢に対して
  - 福岡伸一=分子生物学者として斬新な視点からＢＳＥを分析し、一般向け科学書にまとめたことに対して
  - 朝日放送アスベスト取材班、代表　石高健次
  - 毎日新聞編集委員　大島秀利=アスベスト問題に粘り強く取り組み、住民被害の実態と救済を社会に訴えた報道に対して

### 2007年
- 科学ジャーナリスト大賞
  - NHK科学・環境番組部の村松秀・専任ディレクター=NHKスペシャル『論文捏造』(04年放送)の制作と2006年9月に出版した同名の新書に対して
- 科学ジャーナリスト賞
  - 信濃毎日新聞文化部、山口裕之記者=地域の医療支援団体の活動を通じてチェルノブイリ原発事故を追跡取材
  - 藤田恒夫=ユニークな科学誌「ミクロスコピア」を24年間の発行に対して
  - 米本昌平=『バイオポリティクス』（中公新書）の執筆などに対して
  - 横山広美=ウェブ作品Nikon「光と人の物語～見るということ」に対して

### 2008年
- 科学ジャーナリスト大賞
  - 宮田親平=『毒ガス開発の父ハーバー　愛国心を裏切られた科学者』の著作に対して
- 科学ジャーナリスト賞
  - 有限会社遊造代表、古賀祐三=『LIVE！オーロラ』プロジェクトのWEB活動に対して
  - 前朝日新聞社編集委員、田辺功=新聞連載記事『それ本当ですか？ニッポンの科学』をはじめ、長年の科学ジャーナリストとしての活躍に対して
  - 海堂尊=『死因不明社会 Aiが拓く新しい医療』の著作に対して
  - 松永和紀=『メディア・バイアス あやしい健康情報とニセ科学』の著作に対して

### 2009年
- 科学ジャーナリスト大賞
  - 北村雄一=『ダーウィン『種の起源』を読む』（化学同人）の著作に対して
- 科学ジャーナリスト賞
  - 理化学研究所、吉田重人、岡ノ谷一夫=『ハダカデバネズミ—-女王・兵隊・ふとん係』（岩波科学ライブラリー）の著作に対して
  - 信濃毎日新聞編集局、磯部泰弘、吉尾杏子=信濃毎日新聞くらし面の連載記事「いのちを紡ぐ」に対して
  - NHK放送文化研究所、七沢潔=雑誌『世界』に連載された「テレビと原子力　戦後二大システムの五〇年」の記事に対して
  - 朝日新聞、出河雅彦=『ルポ　医療事故』（朝日新聞出版）の著作に対して

### 2010年
- 科学ジャーナリスト大賞
  - 日本放送協会、井手真也、植松秀樹=『素数の魔力に囚われた人々～リーマン予想・天才たちの150年の闘い』の番組に対して
- 科学ジャーナリスト賞
  - 毎日新聞論説委員、青野由利=『インフルエンザは征圧できるのか』（新潮社）の著作に対して
  - 佐藤健太郎=『医薬品クライシス』（新潮新書）の著作に対して
  - 松村由利子=『31文字のなかの科学』（ＮＴＴ出版）の著作に対して
  - 外岡立人=『鳥及び新型インフルエンザ海外直近情報集』のweb活動に対して

### 2011年
- 科学ジャーナリスト大賞
  - 日本放送協会広島放送局、春原雄策、松木秀文=『封印された原爆報告書』の番組に対して
- 科学ジャーナリスト賞
  - 榎木英介=『博士漂流時代 『余った博士』はどうなるか？』（ディスカバー・トゥエンティワン）の著作に対して
  - 松沢哲郎=『想像するちから―チンパンジーが教えてくれた人間の心』（岩波書店）の著作に対して

### 2012年
- 科学ジャーナリスト大賞
  - 日本放送協会、増田秀樹=『ETV特集 原発事故への道程』の番組に対して
  - 下野新聞、茂木信幸=『あなたの隣に 発達障害と向き合う』の報道に対して
- 科学ジャーナリスト賞
  - 朝日新聞、中山由美=『プロメテウスの罠・第3部 観測中止令』の報道に対して
  - 山崎正勝=『日本の核開発：1939～1955－原爆から原子力へ』（績文堂）の著作に対して

### 2013年
- 科学ジャーナリスト大賞
  - 朝日新聞、上丸洋一、隈元信一=連載『原発とメディア』に対して
- 科学ジャーナリスト賞
  - 毎日新聞、八田浩輔=『韓国人に未検証の幹細胞治療』を含む再生医療検証報道に対して
  - NHKエンタープライズ、岩崎弘倫=『NHKスペシャル　世界初撮影！深海の超巨大イカ』の番組に対して
  - 日本テレビ放送網、加藤就一=『NNNドキュメント `13　活断層と原発、そして廃炉～アメリカ、ドイツ、日本の選択～』の番組に対して

### 2014年
- 科学ジャーナリスト大賞
  - OurPlanetTV、白石草=『東電テレビ会議　49時間の記録』の制作に対して
- 科学ジャーナリスト賞
  - NHK報道局社会番組部、三村忠史=『NHKスペシャル“いのちの記録”を未来へ 震災ビッグデータ』の番組に対して
  - あさりよしとお=『宇宙へ行きたくて液体燃料ロケットをＤＩＹしてみた～実録なつのロケット団』（学研教育出版）の著作に対して
  - 金森博雄、瀬川茂子、林能成=『巨大地震の科学と防災』（朝日新聞出版）の著作に対して

### 2015年
- 科学ジャーナリスト大賞
  - 毎日新聞、須田桃子=『捏造の科学者　STAP細胞事件』（文藝春秋）の著作に対して
- 科学ジャーナリスト賞
  - 中国新聞、山本洋子= 連載記事『廃炉の世紀』の報道に対して
  - 神戸新聞論説委員、加藤正文=『死の棘・アスベスト　作家はなぜ死んだのか』（中央公論新社）の著作に対して
  - 添田孝史=『原発と大津波　警告を葬った人々』（岩波書店）の著作に対して
  - NHK制作局科学環境番組部、浅井健博= 『NHKスペシャル　腸内フローラ～解明！ 驚異の細菌パワー～』の番組に対して
- 特別賞
  - 東京理科大学近代科学資料館代表、大石和江= 企画展示『科学雑誌－科学を伝えるとりくみ－』に対して

### 2016年
- 科学ジャーナリスト大賞
  - 阿部豊=『生命の星の条件を探る』（文藝春秋）の著作に対して
- 科学ジャーナリスト賞
  - 毎日新聞北米総局長、会川晴之= 連載記事『核回廊を歩く〜日本編』及び記事「日本の核技術流出、初確認」の報道に対して
  - 河合蘭=『出生前診断　出産ジャーナリストが見つめた現状と未来』（朝日新聞出版）の著作に対して
  - 株式会社社会技術システム安全研究所 所長、田辺文也=『解題「吉田調書」ないがしろにされた手順書１～４』（雑誌「世界」、岩波書店）の記事に対して
  - NHK報道局ネット報道部長（当時 科学文化部専任部長）、近堂靖洋= 『NHKスペシャル　廃炉への道 “核燃料デブリ” 未知なる闘い』の番組に対して

### 2017年
- 科学ジャーナリスト大賞
  - 中国新聞、金崎由美、藤村潤平、馬場洋太=連載記事『グレーゾーン　低線量被曝の影響』に対して
- 科学ジャーナリスト賞
  - NHK広島放送局放送部副部長、松永道隆 = 『ゲノム編集の衝撃『神の領域』に迫るテクノロジー』（NHK出版）の著作に対して
  - 早稲田大学政治経済学術院教授、瀬川至朗=『科学報道の真相――ジャーナリズムとマスメディアの共同体』（筑摩書房）の著作に対して
  - NHKエデュケーショナル、佐々木健一、高瀬雅之、丸山俊一 =『ブレイブ 勇敢なる者「Mr.トルネード 気象学で世界を救った男」』の番組に対して

### 2018年
- 科学ジャーナリスト大賞
  - 信濃毎日新聞、小松恵永=連載記事『つながりなおす 依存症社会』に対して
- 科学ジャーナリスト賞
  - 佐々木芽生 = 『おクジラさま ふたつの正義の物語』（集英社）の著作に対して
  - 川端裕人=『我々はなぜ我々だけなのか アジアから消えた多様な『人類』たち』（講談社）の著作に対して
  - NHK報道局政経・国際番組部 、安部康之、相沢孝義 =『クローズアップ現代＋「中国“再エネ”が日本を飲み込む！？」』の番組に対して
- 特別賞
  - 森裕美子= 世界一小さな科学館「理科ハウス」の設立・運営に対してに対して

### 2019年
4月14日選考会、授賞式は5月28日
- 科学ジャーナリスト大賞
  - 金沢工業大学=『世界を変えた書物展』など金沢工業大学による自然科学書の稀覯本収集・展示活動
  - NHK、森哲也、遠山哲也=NHKスペシャル「見えないものが見える川　奇跡の清流・銚子川」
- 科学ジャーナリスト賞
  - 毎日新聞、鳥井真平=「『ハゲタカジャーナル』をめぐる報道」に対して
  - 山本義隆=「近代日本一五〇年――科学技術総力戦体制の破綻」（岩波書店）の著作に対して
  - 篠田謙一=「江戸の骨は語る――甦った宣教師シドッチのDNA」（岩波書店）の著作に対して

### 2020年
6月6日選考会、贈呈式は実施せず（新型コロナウイルスの影響を考慮）
- 科学ジャーナリスト大賞：なし
- 科学ジャーナリスト賞
  - 中日新聞記者、小沢慧一=新聞連載「南海トラフ８０％の内幕」
  - 毎日新聞「幻の科学技術立国」取材班=書籍「誰が科学を殺すのか 科学技術立国『崩壊』の衝撃」
  - 読売新聞、三井誠=書籍「ルポ 人は科学が苦手 アメリカ『科学不信』の現場から」
- 特別賞
  - NPO法人「科学映像館を支える会」:ウェブ展示「科学映像館」の取り組み